# ویتالی ساولیف

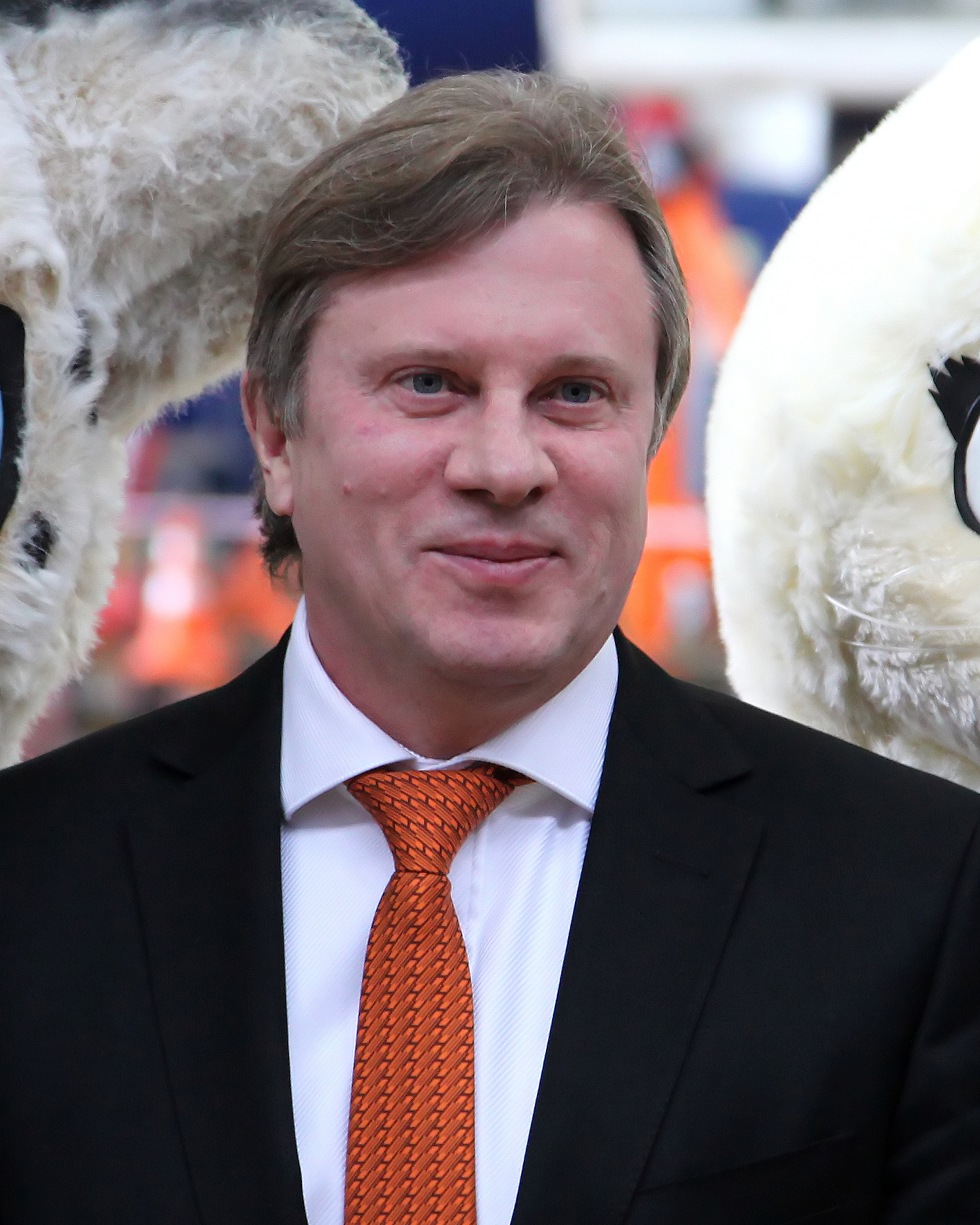

ویتالی گنادیویچ ساولیف (به روسی:Виталий Гонадович Саулиев، زاده ۱۸ ژانویه ۱۹۵۴) یک تاجر و سیاستمدار روسی است، که از ۱۰ نوامبر ۲۰۲۰ به عنوان وزیر حمل و نقل روسیه مشغول به کار است. پیش از این، وی از سال ۲۰۰۹ تا ۲۰۲۰ به عنوان رئیس و مدیرعامل آئروفلوت، بزرگ‌ترین شرکت هواپیمایی روسیه خدمت می‌کرد.